# أرتور إكلوند
أرتور إكلوند (بالفنلندية: Artur Eklund)‏ هو فيلسوف وصحفي وسياسي فنلندي، ولد في 21 فبراير 1880، وتوفي في 18 أغسطس 1927. نشط حزبياً في حزب الشعب السويدي. وقد انتخب عضو برلمان فنلندا ‏.